# 万维泰利广场
40°50′38″N 14°13′54″E / 40.843911°N 14.231726°E

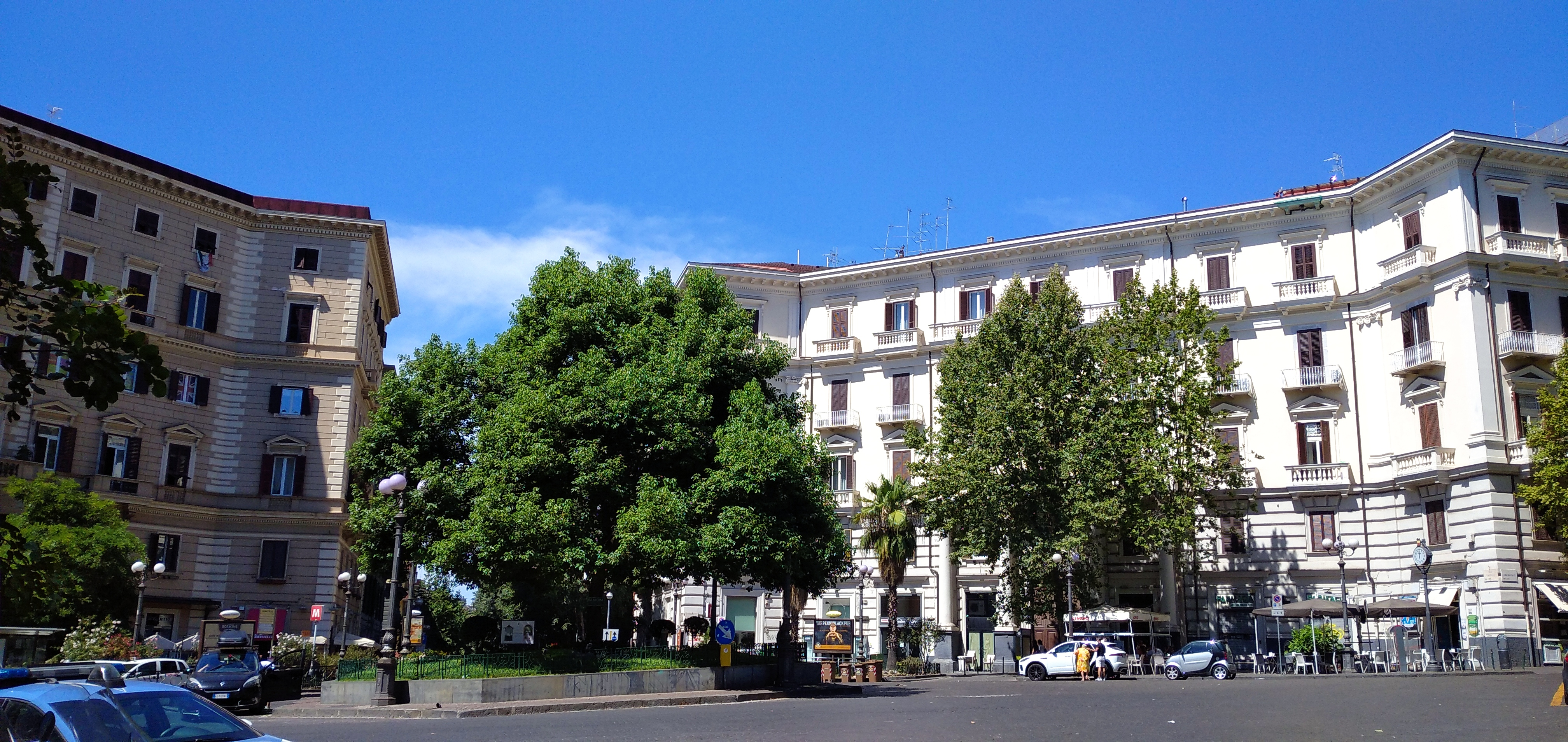
万维泰利广场

万维泰利广场（Piazza Vanvitelli）是意大利那不勒斯的一个广场，位于沃梅罗区。
它是献给伟大的建筑师路易吉·万维泰利，其作品包括卡塞塔王宫。
这个广场是八角形，该区的两条主要街道亚历山德罗·斯卡拉蒂街与贝利尼街在此交汇。加上万维泰利地铁站的存在，使之成为该区的心脏以及夜生活的中心。

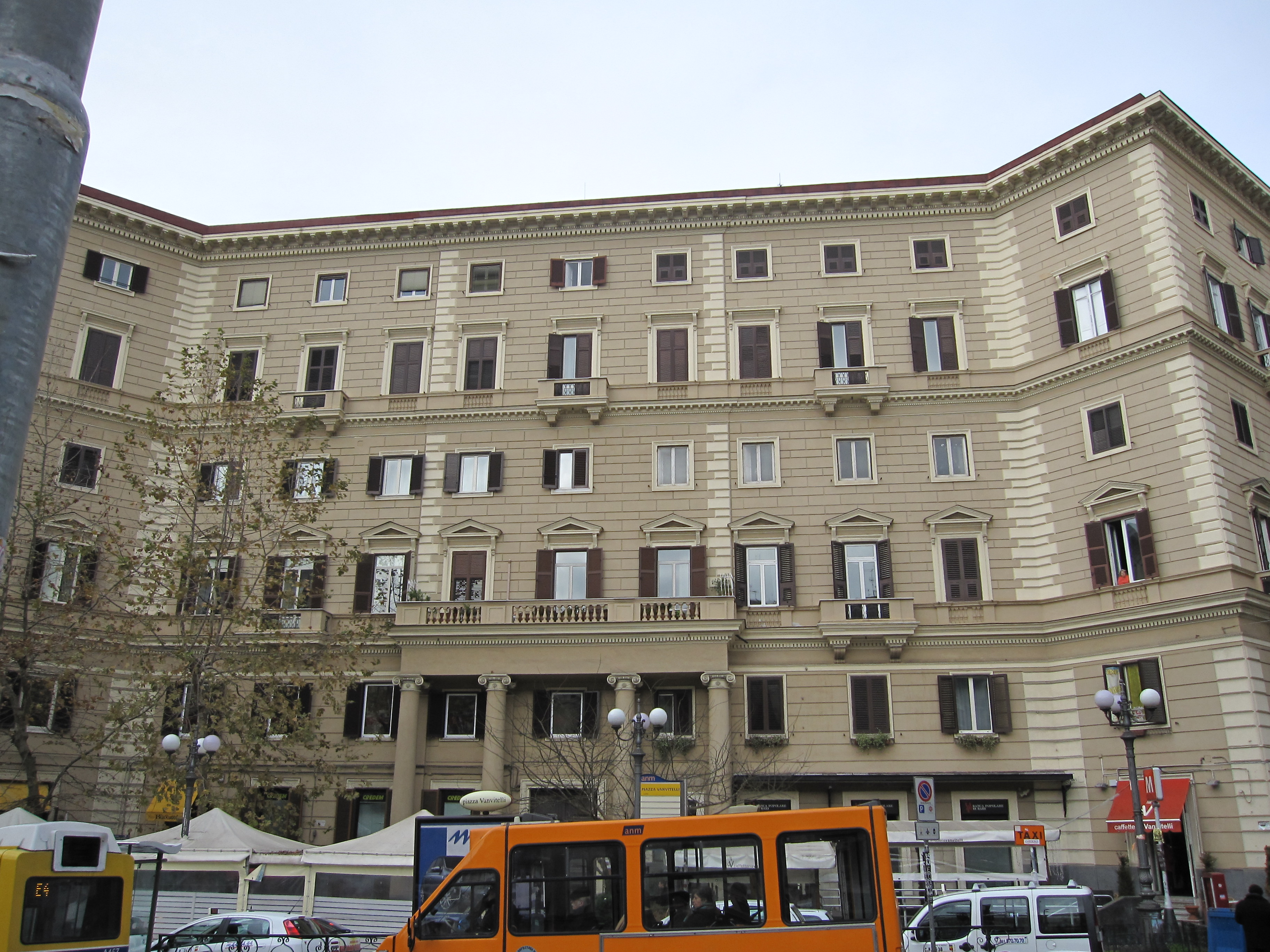
广场周围的四座新文艺复兴建筑之一

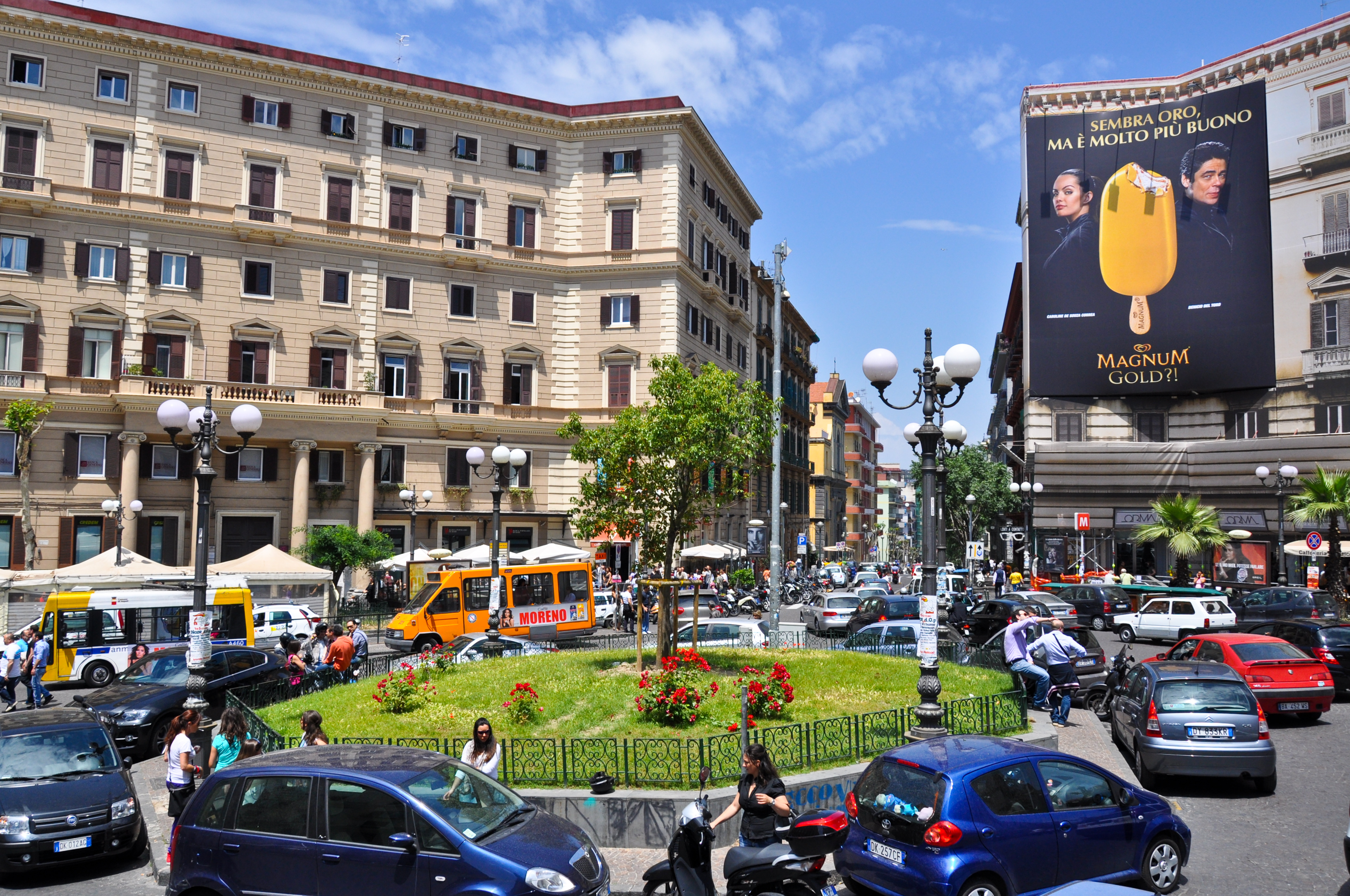
万维泰利广场

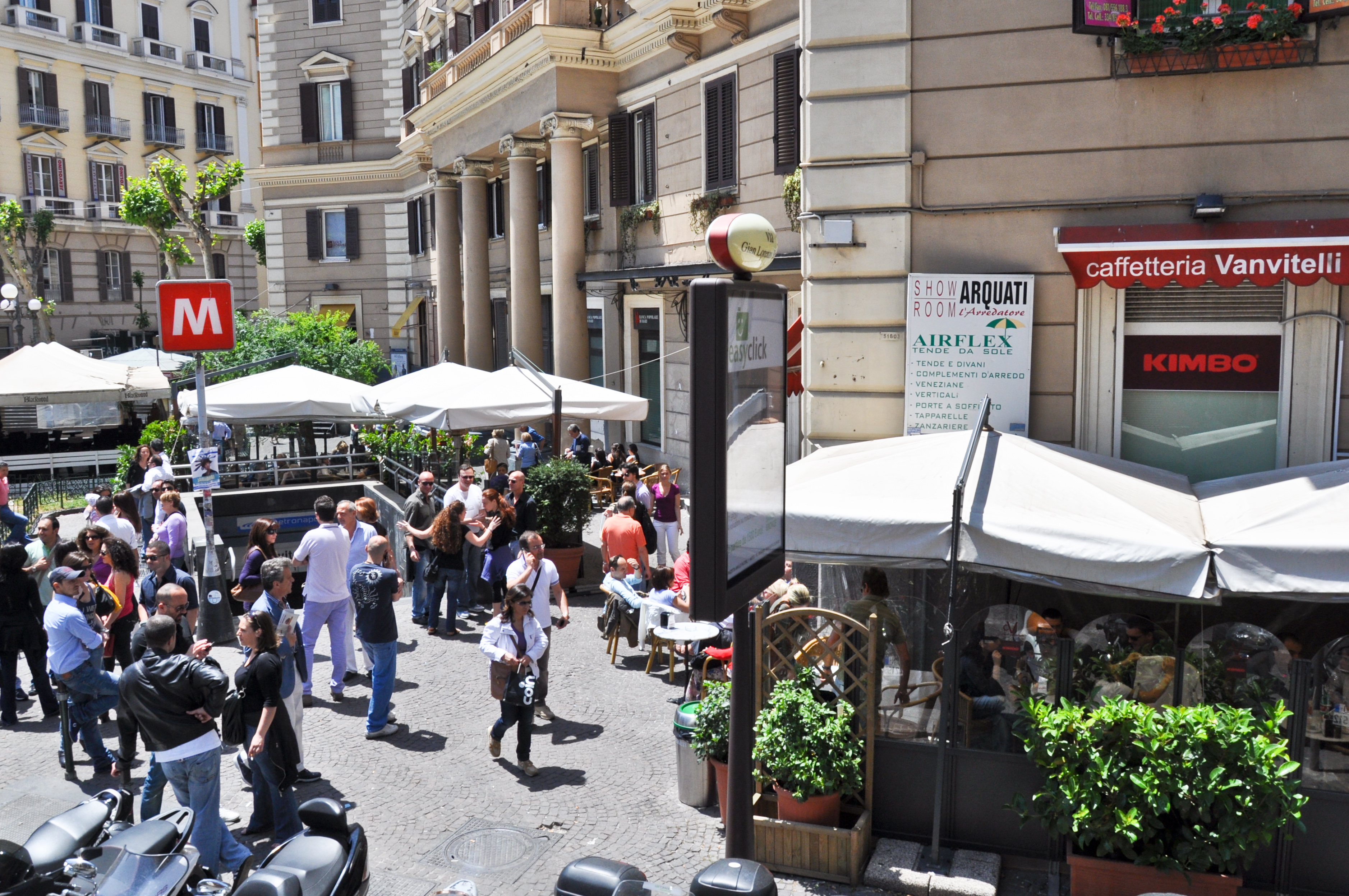
广场的一角，有一个地铁出口

由于地铁站的开通，万维泰利广场也成为该市许多年轻人的一个聚会场所，大多来自城北。
广场东南是万维泰利拱廊（galleria Vanvitelli），一个建于1970年代的商场。斯卡拉蒂街西侧和广场上则有许多酒吧。
基艾亚缆车和中央缆车的终点站，都位于万维泰利广场附近。